# Omar De Felippe
Omar Osvaldo De Felippe (ur. 3 kwietnia 1962 w Buenos Aires) – argentyński piłkarz występujący na pozycji pomocnika, trener piłkarski, od 2024 roku prowadzi Central Córdoba.
Jego brat Walter De Felippe również był piłkarzem.